# Hyaenodontinae
Hyaenodontinae («зуби гієни») — вимерла підродина хижих плацентарних ссавців з вимерлої родини Hyaenodontidae. Викопні останки цих ссавців відомі від раннього еоцену до раннього міоцену в Європі, Азії та Північній Америці.